# Mort blanche
Mort blanche (titre original : White Dead) est un thriller de Clive Cussler et Paul Kemprecos, paru en 2003. Cette collaboration est le quatrième roman de la série Dossiers de la NUMA.